# 202740 Vicsympho
202740 Vicsympho è un asteroide della fascia principale. Scoperto nel 2007, presenta un'orbita caratterizzata da un semiasse maggiore pari a 3,1130765 UA e da un'eccentricità di 0,1805519, inclinata di 5,69590° rispetto all'eclittica.